# Håhellerskarvet
Der Håhellerskarvet ist ein 2910 m hoher und teilweise vereister Berg im ostantarktischen Königin-Maud-Land. Er ragt zwischen dem Austre Skorvebreen und dem Lunde-Gletscher im Mühlig-Hofmann-Gebirge auf.
Norwegische Kartografen kartierten ihn anhand von Vermessungen und Luftaufnahmen der Dritten Norwegischen Antarktisexpedition (1956–1960). Sein norwegischer Name bedeutet so viel wie Haihöhlenberg.